# Mausoleu de Qin Shi Huang
El mausoleu de Qin Shi Huang (en xinès: 秦始皇陵; en pinyin: qín shĭ huáng líng) és un recinte funerari de grans dimensions que inclou la tomba de Qin Shi Huang (221 aC – 10 de setembre de 210 aC), primer emperador de la Xina unificada, fundador de la dinastia reial Qin i descendent de la família Qin que governava a l'estat de Qin durant l'època dels Regnes Combatents. A banda de la tomba de l'emperador, al complex també hi ha unes 400 tombes més i els coneguts guerrers de Xi'an, que ell mateix va manar construir durant el seu mandat.

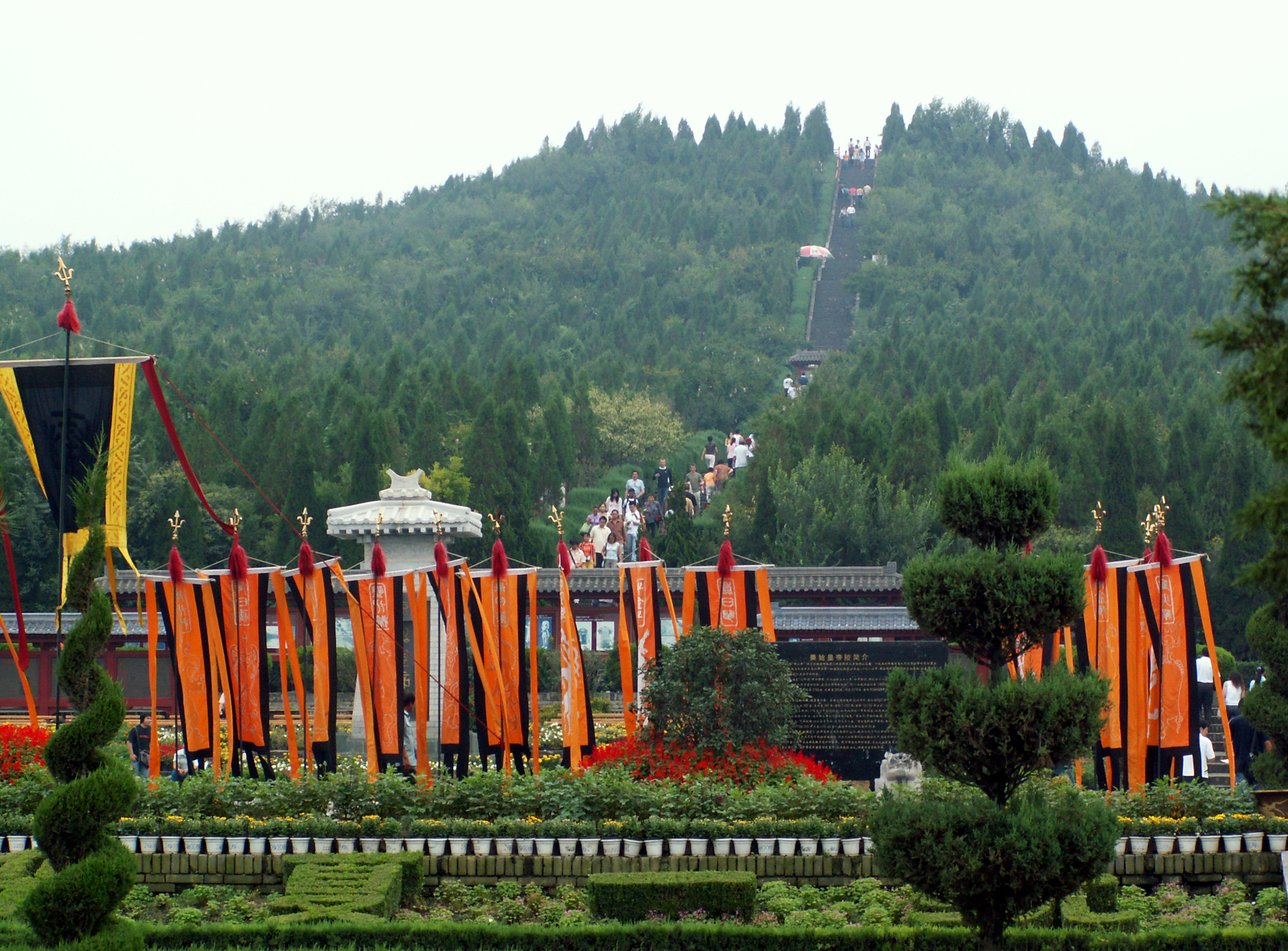
Piràmide de Qin Shi Huang

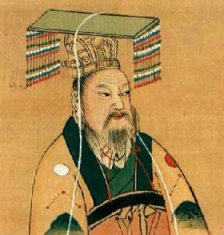
Qin Shi Huang, que va unificar els estats feudals independents xinesos en un únic imperi, l'últim que va conquerir va ser al 221 aC

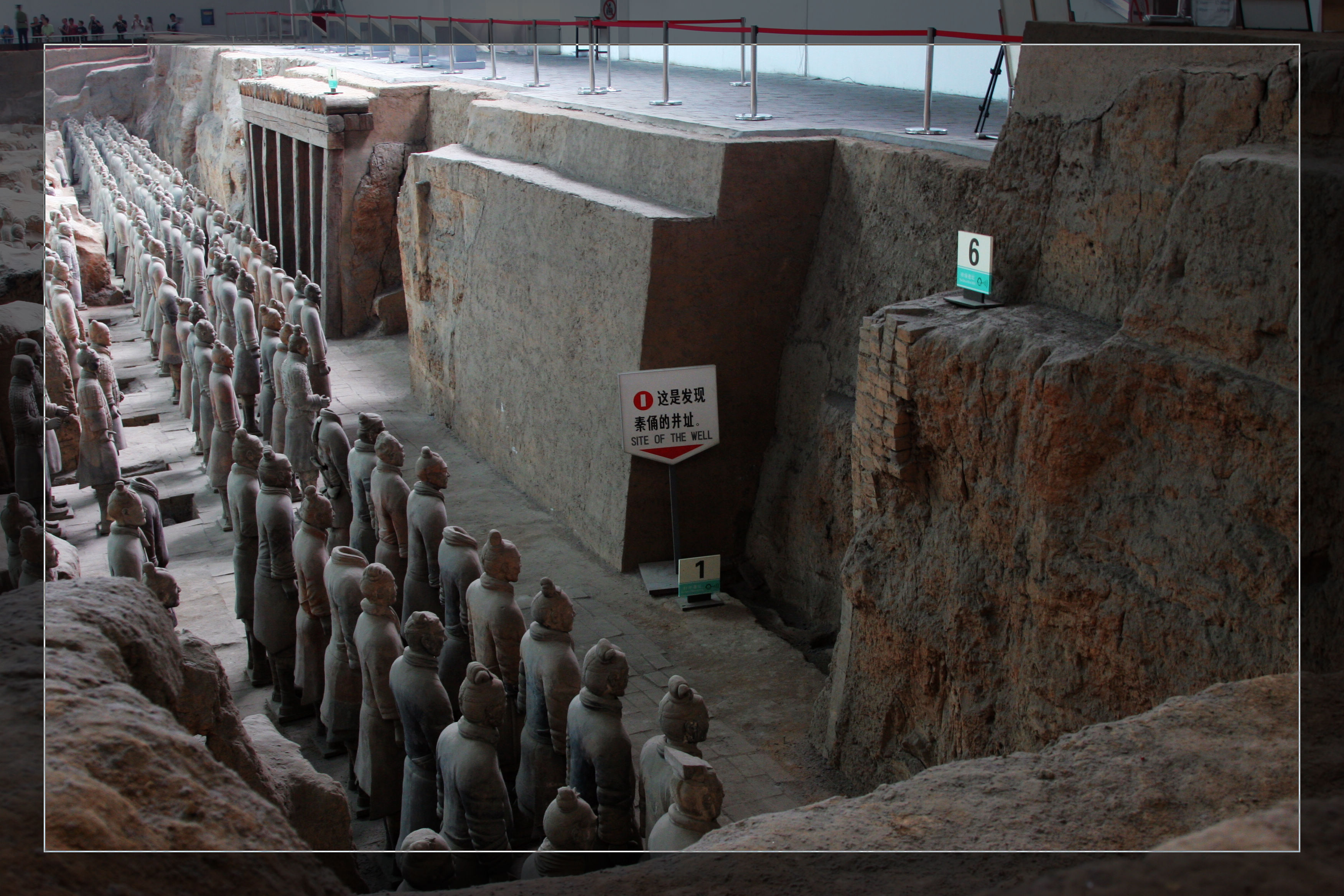
Fossar 1 de l'exèrcit de terracota. Al centre es veuen restes de l'estructura original de l'estructura de terra premsada i fusta.

## Història
L'emperador va trigar al voltant de 38 anys en construir el mausoleu, el qual té 2,13 quilòmetres quadrats de superfície i, juntament a altres 181 tombes esteses per la zona, cobreix una superfície total de 60 quilòmetres quadrats. Es creu que la seva edificació va incloure la participació de més de 700.000 obrers. Va ser edificat segons el pla urbanístic de la ciutat de Xianyang, antiga capital de la dinasta Qin, dividida també en dues parts: interior i exterior, amb forma de piràmide truncada amb una base de 350 metres i una alçada de 76 metres.
El mausoleu va estar oblidat i enterrat durant uns 2.000 anys.

### La mort de l'emperador
Les causes de la mort de l'emperador són incertes, però es creu que devia morir enverinat pel mercuri que duien els "elixirs de la vida" (eterna) que li preparaven els alquimistes de la cort.
| «                               | El gran canceller Li Si es temia que, com que l'emperador havia mort lluny de la capital, els prínceps i els nobles volguessin introduir canvis en l'imperi, i per això va decidir mantenir el secret i no fer públic el dol. Va instal·lar el taüt dins d'un carruatge cobert i el va posar sota custòdia dels eunucs predilectes de l'emperador. Cada cop que arribaven a un lloc se li servien viandes, els cent funcionaris li continuaven consultant els seus assumptes, i els eunucs que anaven al costat del carruatge transmetien la seva aprovació als memorials presentats. Només el seu fill Hu Hai, Zhao Gao i cinc o sis eunucs de confiança sabien que l'emperador era mort. Eren en plena canícula i, com que del cotxe cobert de l'emperador sortia ferum de podrit, es va ordenar als funcionaris del seguici que carreguessin un shi de peix salat en cada carruatge per esbargir la ferum. Van prosseguir el viatge, tot agafant el camí recte fins a Xianyang i allí van fer públic el dol. | » |
| — Sima Qian, Shiji, Cap. 6 i 87 | |   |

La conspiració de Li Si, Zhao Gao i Hu Hai no sols va representar un engany que endarreria uns dos mesos la mort oficial de l'emperador, sinó que també va falsejar una sèrie de documents, inclòs un fals testament mitjançant el qual van obligar a suïcidar-se el primogènit de l'emperador i hereu legítim, Fu Su, i el seu amic, el general Meng Tian, i va convertir Hu Hai, el segon fill, en Qin Er Shi o segon emperador.

## Ubicació
El mausoleu se situa al mont Li (Lishan en xinès), a uns 30 quilòmetres a l'est de la ciutat de Xi'an, al districte de Lintong, província de Shaanxi, al nord-est de la Xina.

## El complex funerari
El complex funerari del mausoleu, que ocupa 56 quilòmetres quadrats, té quatre àrees principals, l'exterior, on es troben els fossars dels guerrers de terracota (est), tres àrees dins d'un recinte tancat per una doble muralla, la primera és una "ciutat exterior" (entre les dues muralles), la segona una "ciutat interior" (nord del recinte, dins la segona muralla) i les formen els palaus, carrers i altres construccions, i la tercera, la tomba en si (sud del recinte, també dins la segona muralla), construïda sota una piràmide escapçada de terra que la cobreix i dissimula.

## Tomba de l'emperador

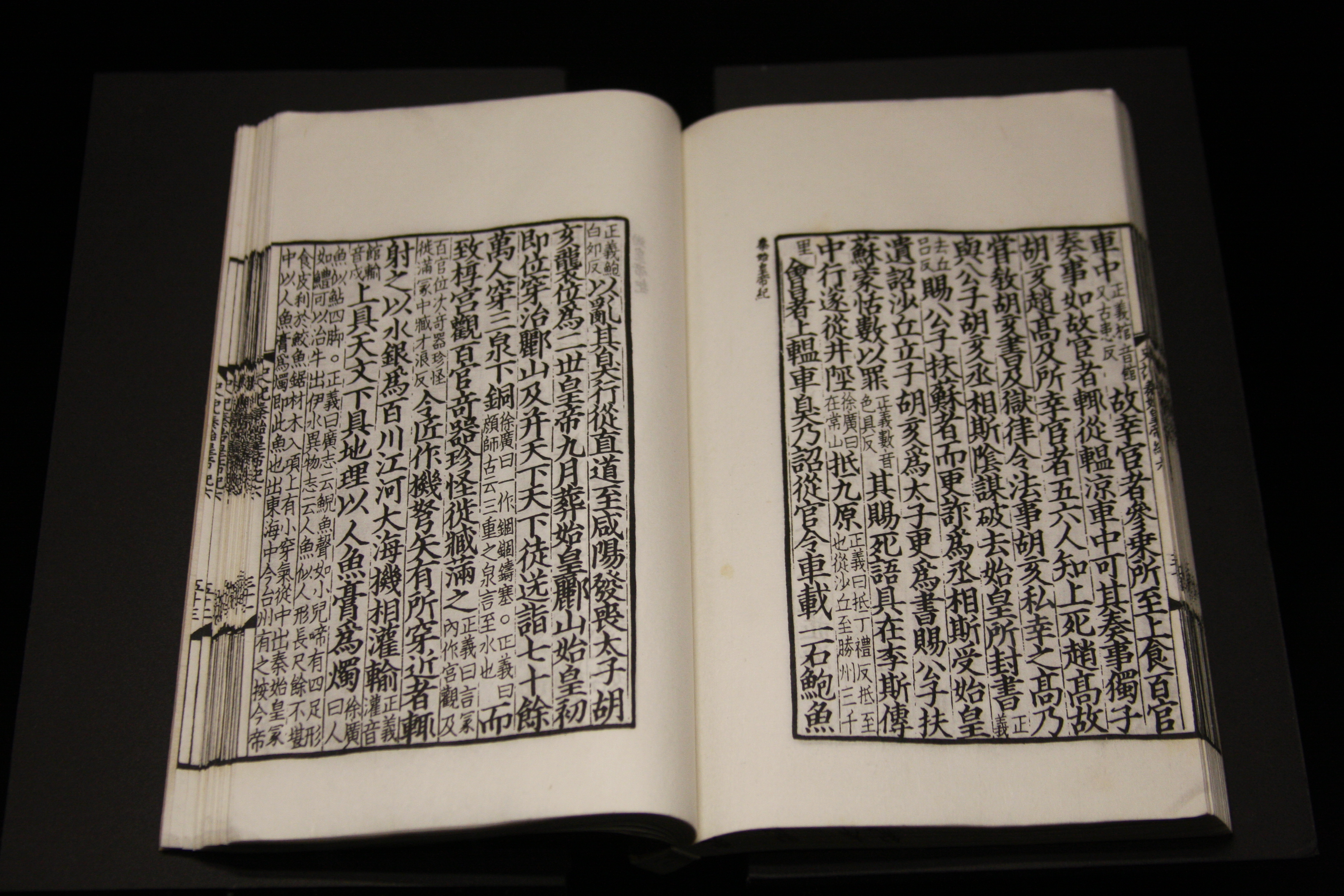
Reedició del Shiji, capítol 6, descripció del mausoleu

La cambra funerària i la tomba encara no han estat obertes, i es troben al centre del palau subterrani del mausoleu, dins de la piràmide.
La tomba està ubicada entre una rèplica de la Xina i un mar de mercuri i la cúpula de la cambra, amb joies i pintures simulant les estrelles, segons les fonts antigues.
| «                               | Shihuang havia iniciat la perforació i preparació del mont Li des de bon principi del seu regnat i un cop va posseir tot el que hi ha sota el cel, hi va fer venir més de set-cents mil condemnats a treballs forçats procedents de tot l'imperi. Van perforar fins a trobar tres dolls d'aigua i ho van recobrir tot de coure. Un cop col·locat el sarcòfag, van portar palaus, pavellons, edificis governamentals, estris refinats, joies i objectes rars i s'hi van enterrar fins que va quedar tot ple. Es va ordenar als artesans que fabriquessin ballestes automàtiques perquè, si algú ho perforava o s'hi acostava, es disparessin immediatament. Es va utilitzar mercuri per configurar els cent rius, el Yangzi, el Huanghe i el mar, disposant que circulessin mecànicament i es comuniquessin entre si. A dalt, s'hi van representar els signes del cel i, a baix, la configuració geogràfica. Ershi va dir: "No convé que es deixi marxar les dones de l'anterior emperador que no hagin tingut fills", i va ordenar que totes elles l'acompanyessin en la mort, morint, així, un gran nombre. Quan ja estaven enterrades, algú va opinar que els obrers i artesans que havien fabricat les màquines i les havien colgat, sabien massa coses i que la gran vàlua del que hi havia enterrat no tardaria a escampar-se. Quan es van haver acabat la gran cerimònia i l'enterrament, es va tancar la via subterrània, accés central al sepulcre, es va abaixar la porta exterior d'aquesta via i es van tancar dins tots els obrers i artesans que havien treballat a la tomba: no en van sortir mai més. Damunt, s'hi van plantar herba i arbres perquè semblés una muntanya. | » |
| — Sima Qian, Shiji, Cap. 6 i 87 | |   |

El palau subterrani ha de contenir la cambra funerària i possiblement cambres adjacents, en les quals hi deuen haver els tresors de l'aixovar funerari de l'emperador. El 2005 es van detectar un munt de monedes dins de la zona del palau mitjançant un escàner magnètic.

## Exèrcit de terracota
Els guerrers de terracota (兵馬俑; pinyin: bīng mă yōng, traducció literal: 'figures de soldats i cavalls') formen part de l'àrea exterior del recinte del mausoleu de l'emperador, i van ser descoberts el març del 1974 durant unes obres per al subministrament d'aigües de regadiu a prop de Xi'an, província de Shaanxi, República Popular xinesa. Des de l'any 1987, el recinte arqueològic és considerat Patrimoni de la Humanitat per la Unesco.
L'exèrcit està format per més de 7.000 figures de guerrers i cavalls de terracota de mida real, que van ser enterrats junt a l'autoproclamat primer emperador de la Xina. Sorprèn tant el nombre de figures com el seu detallisme, i el fet que, encara que segueixin un esquema general comú, són totes diferents. Moltes porten armes reals i altres accessoris.

## Conservació

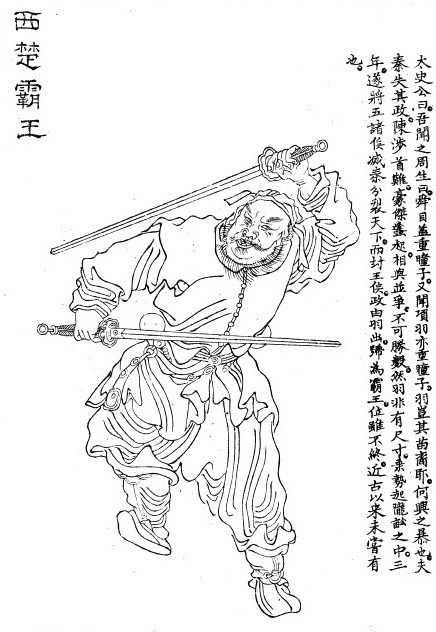
Xiang Yu (232 aC – 202 aC)

Els fossars dels guerrers de terracota van ser saquejats en l'antiguitat: es creu que l'exèrcit de Xiang Yu va entrar en algun dels fossars cap al 206 aC durant la revolta contra el segon emperador, va trencar moltes de les estàtues, els va robar les armes i els va calar foc.
Només s'han detectat diferents tipus de floridura en les figures descobertes, cosa que ha obligat a la contractació d'empreses especialitzades per intentar conservar les troballes de la major manera possible.
També s'està intentant conservar tan bé com es pot la delicada policromia que tenien les figures, ja que es començava a fer malbé tan bon punt li tocava l'aire, en desenterrar-les.

## El mausoleu en la cultura popular
Novel·les:
- El primer emperador i la reina Lluna, de Jordi Cussà (2020)[10]
- Todo bajo el cielo, de Matilde Asensi (2006)[11]

Pel·lícules:
- El mite (2005), una pel·lícula de Hong Kong dirigida per Stanley Tong i interpretada per Jackie Chan, explica la història d'un general (Meng Yi, germà real del general Meng Tian) que ha de protegir una futura esposa de l'emperador. En la pel·lícula, s'afirma que la tomba del mont Li és un engany i es mostra la "tomba real", que està dins amagada en una cova on tot està suspès en l'aire.
- La momia 3. La tomba de l'emperador drac (2008). Pel·lícula inspirada en la història de l'emperador i l'excavació del mausoleu.[12]